# Segundo Triunvirato de Centroamérica
El Segundo Triunvirato de Centroamérica gobernó a las Provincias Unidas de Centro América entre el 4 de octubre de 1823 hasta 1825.

## Creación
A principios de octubre de 1823, la Asamblea Nacional Constituyente decidieron integrar un segundo triunvirato porque el primero se alegó no ser representativo de todas las provincias. Fue integrado el 4 de octubre.

### Miembros
Sus miembros electos eran:
- General Manuel José Arce y Fagoaga
- Licenciado Tomás Antonio O'Horán y Argüello
- Licenciado José Cecilio del Valle

Por las ausencias de Manuel José Arce, quien se encontraba en los Estados Unidos de América y de José Cecilio del Valle, quien aun no regresaba de México donde era diputado por Guatemala ante el Congreso Mexicano, se nombraron como suplentes a José Santiago Milla Pineda y a José Francisco Barrundia y Cepeda, quien no quiso admitir el nombramiento y en su lugar se nombró a Juan Vicente Villacorta Díaz tras repetir las instancias de la cámara en la Asamblea.

## Historia
Después de la elección de los miembros, la Asamblea comenzó a debatir si se debe adoptar el sistema centralizado o federal. La opinión era dividida entre los conservadores o moderados quiénes querían un gobierno centralista, mientras los liberales querían un gobierno federal que daría cierta autonomía a las provincias.
Se sobrepusieron los federalistas, quienes lograron aprobar las bases de la constitución federal en el 17 de diciembre de 1823. Se promulgó la constitución el 27 de diciembre.
En el marzo de 1824, hubo otro cambio del personal del triunvirato, se nombraron a los miembros originales para ejercer el cargo:
- General Manuel José Arce y Fagoaga
- Licenciado Tomás Antonio O'Horán y Argüello
- Licenciado José Cecilio del Valle

En el 21 de abril de 1825, Manuel José Arce y Fagoaga fue elegido presidente de la República Federal de Centro América, terminando el mando ejecutivo del triunvirato.